# Hypsopsetta guttulata
Hypsopsetta guttulata är en fiskart som först beskrevs av Girard, 1856.  Hypsopsetta guttulata ingår i släktet Hypsopsetta och familjen flundrefiskar. IUCN kategoriserar arten globalt som livskraftig. Inga underarter finns listade i Catalogue of Life.